# イルカエ
イルカエ（Ilkae）は、アーロン・マンソンとクリスティアンの二人によるエレクトロニカユニット。主にエレクトロニカ、IDM中心に楽曲を制作、リリースしている。
今までにMerckからそれぞれ1枚ずつ、アルバム、リミックスアルバム、12インチのEPをリリースしており、他にもオンラインレーベルと呼ばれる、インターネット上の仮想レーベルからリリースされ、無料でダウンロードが可能な楽曲も多数存在する。曲調としてはスーパーファミコンのようなゲームミュージック調のサウンドが多く、初期の作品には特に顕著にその傾向が見られる。